# Zuma Jasmine Angela Lavertu
 (mars 2022).
La mise en forme du texte ne suit pas les recommandations de Wikipédia : il faut le « wikifier ».
Les points d'amélioration suivants sont les cas les plus fréquents. Le détail des points à revoir est peut-être précisé sur la page de discussion.
- Les titres sont pré-formatés par le logiciel. Ils ne sont ni en capitales, ni en gras.
- Le texte ne doit pas être écrit en capitales (les noms de famille non plus), ni en gras, ni en italique, ni en « petit »…
- Le gras n'est utilisé que pour surligner le titre de l'article dans l'introduction, une seule fois.
- L'italique est rarement utilisé : mots en langue étrangère, titres d'œuvres, noms de bateaux, etc.
- Les citations ne sont pas en italique mais en corps de texte normal. Elles sont entourées par des guillemets français : « et ».
- Les listes à puces sont à éviter, des paragraphes rédigés étant largement préférés. Les tableaux sont à réserver à la présentation de données structurées (résultats, etc.).
- Les appels de note de bas de page (petits chiffres en exposant, introduits par l'outil «  Source ») sont à placer entre la fin de phrase et le point final[comme ça].
- Les liens internes (vers d'autres articles de Wikipédia) sont à choisir avec parcimonie. Créez des liens vers des articles approfondissant le sujet. Les termes génériques sans rapport avec le sujet sont à éviter, ainsi que les répétitions de liens vers un même terme.
- Les liens externes sont à placer uniquement dans une section « Liens externes », à la fin de l'article. Ces liens sont à choisir avec parcimonie suivant les règles définies. Si un lien sert de source à l'article, son insertion dans le texte est à faire par les notes de bas de page.
- La présentation des références doit suivre les conventions bibliographiques. Il est recommandé d'utiliser les modèles {{Ouvrage}}, {{Chapitre}}, {{Article}}, {{Lien web}} et/ou {{Bibliographie}}. Le mode d'édition visuel peut mettre en forme automatiquement les références.
- Insérer une infobox (cadre d'informations à droite) n'est pas obligatoire pour parachever la mise en page.

Pour une aide détaillée, merci de consulter Aide:Wikification.
Si vous pensez que ces points ont été résolus, vous pouvez retirer ce bandeau et améliorer la mise en forme d'un autre article.
Zuma Jasmine Angela Lavertu est une comédienne haïtienne née à Petit-Goâve en 1995.

## Biographie
Zuma Angela Jasmine Lavertu est née en 1995 à Delatte, 7e section communale de Petit-Goâve.
Pendant son enfance elle aimait la danse et les défilés de mode. Elle commence à lire des livres sur les femmes pendant son adolescence et elle découvre les injustices sociales. Dans un premier temps, elle intègre le Mouvement littéraire culturel et artistique des jeunes (MOLICAJ) parce qu'elle trouvait sa voix impuissante à dénoncer les mauvais traitements.      

## Présence sur scène
- Elle est parmi les onze femmes sélectionnées par le Centre Pen Haïti pour écrire sur le thème « Être femme, écriture de l'altérité »[3]
- Elle a participé au festival international de poésie contemporaine 1ère édition du 18 au 21 septembre 2019[4].
- Elle a collaboré avec l'association FOUDIZÈ sur une formation ayant pour titre « Entre jeu de rôle et éducation communautaire »[5].

## Prix et recompenses
Durcamel Alcius a déclaré que Zuma Jasmine Lavertu était une source d'inspiration pour lui.  